# Língua tharu
A Língua tharu ou Rana é um idioma indo-europeu, indo-iraniano, indo-ariano do leste falado em Visakhapatnam e Vizianagaram, Andhra Pradesh, Índia e também no Nepal, em Mahakali - Distrito Kanchanpur; Seti - Distrito Kailali;

## Falantes
São cerca de 336 mil os falantes no Nepal (2006). O povo Tharu é reconhecido como uma nacionalidade dentro do país. São pastores e agricultores que professas religiões tradicionais e o Hinduísmo; Como primeira língua apresenta índice de alfabetização de apenas 1% e como 2ª língua de 28% (dados de 1991). Também falam o Nepali.
Na Índia são 150 mil falantes (2003) localizados nas proximidades da fronteira com o Nepal, em Uttar Pradesh (Distritos de Kher, próximo a Nighasan Tahsil, em Pilibhit, Uttarakhand, Nainital. Khatima, Sitargani, Kiccha e Haldwani Tahsils). Poucos falam o Hindi. O grau de alfabeização é da ordem de 23%. São hinduístas e de religiões tradicionais. Os “Ranas” são também conhecidos como “Renas” ou “Rona”, falam também o oriá e chamam sua própria língua de “Ronu”.

## Inteligibilidades
Os diversos dialetos Nepalis são mutuamente inteligíveis em 96% a 99%; Os mesmos são inteligíveis conforme segue: com Kathoriya (tkt) em 90%, com Dangaura (thl) em 51% a 88%. Com as línguas e dialetos da Índia temos a simetria léxica de 83% a 97% entre dialetos, de 73% a 79% com Buksa, de 74% a 79% com Kathoriya, de 70% a 73% com Sonha (soi), de 63% a 71% com Dangaura, de 56% a 60% com Chitwania (the), de 68% a72% com o Hindi.

## Escrita
Desde muito tempo a língua vem sendo escrita em Devanagari, havendo nessa escrita um dicionário Tharu-Inglês.
Recentemente, uma escrita própria para a língua foi desenvolvida pela professora S. Prasanna Sree da Universidade de Andhra, Visakhapatnam, Andhra Pradesh. Prasanna Sree desenvolveu escritas com base em escritas indianas já existentes para certos sons comuns a outras línguas locais, porém com diferentes conjuntos  de caracteres para cada uma das línguas relacionadas, tais como o bagatha, o jatapu, o kolam, o konda-dora, o porja, o koya, ogadaba, o kupia, o kurru, Lambadi e outras.
- Possui 12 sons vogais com símbolos para vogais que, conforme a simbologia, podem ser isoladas (no início da sílaba) ou conjuntas: a aa e ee u uu ae aee i o oo ou aum auh
- e 18 sons consonantais, que podem ser curtos ou longos (símbolos diferenciados): ka gha gna cha já ta da tha dha na pa bha ma ya ra la va sa ha